# Eduard Gustav Heinrich Schubarth

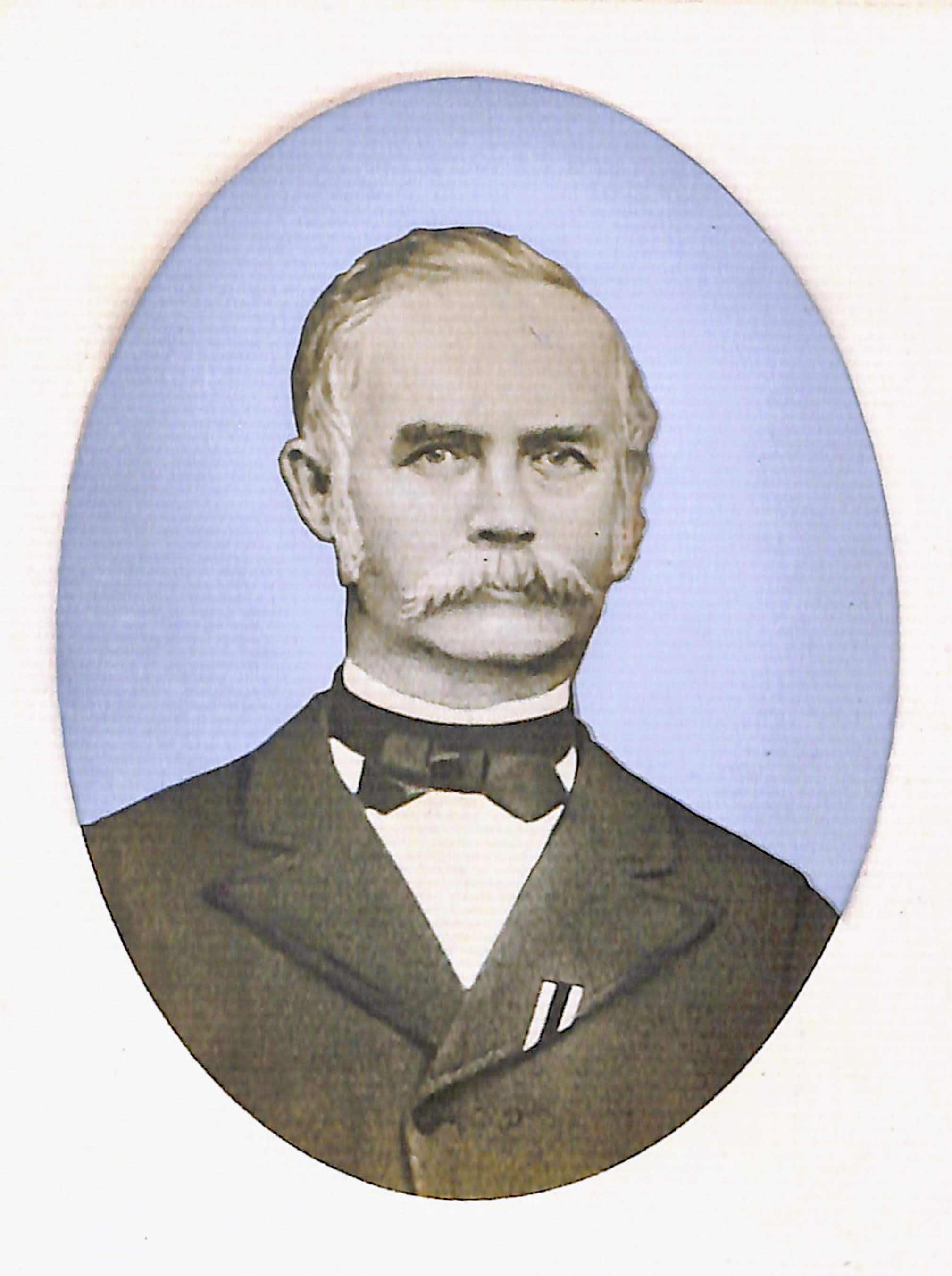
Generalmajor Eduard Gustav Heinrich Schubarth

Eduard Gustav Heinrich Schubarth (* 20. September 1807 in Berlin; † 20. November 1889 in Görlitz) war ein preußischer Generalmajor.

## Leben

### Herkunft
Seine Eltern waren der Kaufmann Karl Ludwig Schubarth und dessen Ehefrau Johanna Karoline, geborene Hübner.

### Militärkarriere
Schubarth besuchte die Stadtschule in Schmiedeberg und trat am 10. Oktober 1825 als Pionier in die 5. Pionier-Abteilung der Preußischen Armee ein. Dort wurde er am 13. Juli 1827 Portepeefähnrich und absolvierte von Oktober 1827 bis September 1830 die Vereinigte Artillerie- und Ingenieurschule. Zwischenzeitlich wurde Schubarth zum Sekondeleutnant befördert und unter Aggregation der 3. Ingenieur-Inspektion zur 4. Pionier-Abteilung kommandiert. Am 22. Juni 1832 erfolgte seine Einrangierung in die Abteilung sowie die Kommandierung zur Festung Wesel. Von dort kam er 1833 in die 8. Pionier-Abteilung und 1834 wieder in die 4. Pionier-Abteilung, wo er ab Mai 1836 als Adjutant tätig war. Am 1. Oktober 1838 wurde Schubarth in die 2. Ingenieur-Inspektion versetzt und zum Fortifikationsdienst nach Erfurt kommandiert. Er avancierte Ende März 1843 zum Premierleutnant und wurde am 1. Januar 1844 als Adjutant in die 4. Festungs-Inspektion versetzt. Am 27. März 1848 zum Hauptmann befördert, kam er am 30. Mai 1848 in die 3. Ingenieur-Inspektion und wurde Kommandeur der 2. Kompanie der 4. Pionier-Abteilung. Am 30. Mai 1849 wurde Schubarth zunächst in die Abteilung für Ingenieurangelegenheiten des Kriegsministeriums kommandiert und am 2. Juli 1850 unter Belassung in diesem Kommando in die 1. Ingenieur-Inspektion versetzt. Dort wurde er am 4. Juni 1853 Major ohne Patent, das er am 14. November 1854 erhielt. Am 15. April 1858 kam er als Ingenieuroffizier vom Platz in die Festung Koblenz und Ehrenbreitstein. Dort wurde er am 31. Mai 1859 Oberstleutnant und am 3. Oktober 1859 mit dem Roten Adlerorden III. Klasse mit Schwertern am Ringe ausgezeichnet. Er wurde am 21. Juli 1861 zum Inspekteur der 5. Festungs-Inspektion ernannt und am 18. Oktober 1861 zum Oberst befördert. Er kam am 28. Oktober 1863 als Inspekteur in die 1. Festungs-Inspektion und erhielt am 12. September 1865 seine Abschied mit dem Charakter als Generalmajor mit einer Pension.
Während der Dauer der Mobilmachung anlässlich des Deutschen Krieges wurde Schubarth am 29. Mai 1866 mit Pension zur Disposition gestellt und als Inspekteur der 2. Festungs-Inspektion verwendet.
In seiner Beurteilung vom 1847 stand: „Ein brauchbarer Offizier, der mit großem Eifer und unverdrossenem Fleiße bemüht ist, nützlich zu wirken und sich wissenschaftlich auszubilden. Sein Kunstfertigkeiten verdienen eine lobende Anerkennung. Er ist zum Fortifikations- und Pionierdienst geeignet. Sein Führung und sein Benehmen sind untadelhaft, seine ökonomischen Verhältnisse geordnet.“

### Zivilleben
Nach seiner Verabschiedung gehörte Schubarth bis zu seinem Tod der Görlitzer Stadtverordnetenversammlung an. Lange Jahre führte er den Vorsitz im Kunstverein für die Oberlausitz und im Zweigverein des Gustav-Adolf-Vereins. Er engagierte sich in der Naturforschenden Gesellschaft zu Görlitz und war von 1867 bis 1869 deren Präsident. Ferner war er seit 1868 Ehrenmitglied der Naturwissenschaftlichen Gesellschaft ISIS Dresden. Er starb am 20. November 1889 in Görlitz.

### Familie
Schubarth heiratete am 22. Oktober 1834 in Bolkenhain Rosalie Weinich (1805–1878).